# 오 헨리상
오 헨리상(영어: O. Henry Award)은 미국의 문학상이다. 미국 또한 캐나다에서 그 해에 출판된 영어로 뛰어난 단편 소설에 대해 1919년부터 매년 수여되고 있다. 1918년 설립되어 예술 과학 협회 (Society of Arts and Sciences)가 자금화한 것이다.